# Thirsty Ear Recordings
Thirsty Ear Recordings es un sello discográfico independiente estadounidense fundado a finales de la década de los 70 como una empresa de mercadotecnia para bandas de lo que más tarde fue conocido como Rock alternativo. Durante los años 90 comenzó a publicar su propio material discográfico.
Thirsty Ear alcanzó notoriedad a mediados de la década de los 90 con la publicación de una serie de reediciones de CD de los primeros álbumes de artistas como Foetus, Einstürzende Neubauten, Marc Almond, Swans y Test Dept.  El sello además, publicó nuevo material de bandas de rock alternativo como Baby Ray, Madder Rose y The Church.
Posteriormente, Thirsty Ear apostó por la publicación de álbumes de jazz, enmarcados dentro de las Blue Series. El sello contó con Matthew Shipp como director artístico de las Blue Series y publicó álbumes de Shipp, William Parker, Charlie Hunter y Tim Berne, también de artistas de música electrónica como DJ Spooky, Meat Beat Manifesto, Spring Heel Jack, El-P, Antipop Consortium, Slayer y Dave Lombardo.

## Artistas relacionados
- Antipop Consortium
- Baby Ray
- Beans
- Tim Berne
- Big Satan
- Blink.
- Guillermo E. Brown
- Roy Campbell
- DJ Spooky
- DJ Spooky and Dave Lombardo
- DJ Wally
- Mark Eitzel
- EL-P
- Free form funky freqs
- The Free Zen Society
- The Gang Font
- Mary Halvorson and Jessica Pavone
- Charlie Hunter and Bobby Previte as Groundtruther
- Albert King
- KTU
- Mike Ladd
- Mat Maneri
- Meat Beat Manifesto
- Marky Ramone and the Intruders
- Nils Petter Molvaer
- Ben Neill
- William Parker
- Daniel Bernard Roumain (DBR)
- Carl Hancock Rux
- Scanner with The Post Modern Jazz Quartet
- Sex Mob
- Matthew Shipp
- Sigmatropic
- Spring Heel Jack
- Craig Taborn
- Visionfest
- David S. Ware
- Pete Wyer
- Vernon Reid and DJ Logic are the Yohimbe Brothers
- Weasel Walter - Mary Halvorson - Peter Evans
- Eri Yamamoto